# 1180-е годы до н. э.
1180-е (ты́сяча сто восьмидеся́тые) го́ды до на́шей э́ры по пролептическому юлианскому календарю — промежуток времени с 1 января 1189 года до н. э. по 31 декабря 1180 года до н. э., включающий с 1189 по 1181 годы 2-го десятилетия  и 1180 год 3-го десятилетия XII века 2-го тысячелетия до н. э. Им предшествовали 1190-е годы до н. э., за ними следовали 1170-е годы до н. э. Они закончились 3205 лет назад.

## События
- 1186 год до н. э. — конец XIX династии в Египте, начало XX династии.
- 1184 год до н. э., 24 апреля — традиционная дата падения Трои.
- 1182 год до н. э. — в отчаянном письме Аммурапи III, последний царь Угарита, сообщает о приближении флота «народов моря». Вскоре после этого ими были уничтожены как Угарит, так и Аласия (остров Кипр).
- 1181 год до н. э. — Менесфей, легендарный царь Афин и ветеран Троянской войны, умирает после 23 лет правления и его сменяет его племянник Демофонт, сын Тесея. Согласно прочим версиям, его смерть сдвигается на десять лет раньше во время Троянской войны (см. 1180 год до н. э.)
- около 1180 года до н. э. — захватчики разрушают Хаттусу, что послужило причиной распада Хеттского царства.